# Storia di domani
Storia di domani è un romanzo breve fantapolitico del 1949 di Curzio Malaparte, scritto in funzione anticomunista.
Viene fatto inoltre rientrare tra le prime opere della fantascienza italiana del dopoguerra.

## Trama
Dopo tre mesi di fuga affannosa attraverso l'Europa davanti all'invasione sovietica, dopo tante ansie, tante avventure, tanti pericoli, finire nella trappola di Regina Coeli mi pareva la cosa più ridicola e pietosa del mondo. Il capoguardia, che mi conosceva da molti anni, non parve sorpreso di rivedermi: mi sorrise, non so se per compassione o per malignità, e avviatosi su per la scaletta del 4° Braccio salì all'ultimo piano, e si fermò davanti alla cella n. 461.»
(Incipit di Storia di domani)

## Edizioni
- Curzio Malaparte, Storia di domani, Opere complete vol. II, Roma-Milano, Aria d'Italia, 1949.